# جایزه بزرگ بلژیک ۱۹۵۴
جایزه بزرگ بلژیک ۱۹۵۴ (انگلیسی: ‎1954 Belgian Grand Prix‎) یک مسابقهٔ موتوری در رشتهٔ اتومبیل‌رانی فرمول یک بود که در تاریخ ۲۰ ژوئن ۱۹۵۴ در اسپا-فرانکورشان واقع در اسپا، بلژیک برگزار شد. این گراند پری در میان ۹ گراند پری در فصل ۱۹۵۴، مسابقهٔ شمارهٔ ۳ بود.
در این مسابقه که در ۳۶ دور و به مسافت ۵۰۸٫۳۲۰ کیلومتر (۳۱۵٫۸۵۵ مایل) برگزار شد، پول پوزیشن توسط خوان مانوئل فانخیو کسب شد و سریع‌ترین زمان برای طی یک دور پیست که برابر با ۴:۲۵٫۵ بود نیز توسط خوان مانوئل فانخیو به ثبت رسید.
خوان مانوئل فانخیو از تیم مازراتی، ماریس ترینتیگنانت از تیم فراری و استیرلینگ ماس از تیم مازراتی به‌ترتیب مقام‌های اول تا سوم مسابقه را کسب کردند.

## رده‌بندی قهرمانی پس از مسابقه
| رده‌بندی قهرمانی رانندگان \| \| جایگاه \| راننده \| امتیاز \| \| -------- \| ------ \| ------------------- \| ------ \| \| \| ۱ \| خوان مانوئل فانخیو \| ۱۷ \| \| ۵ \| ۲ \| ماریس ترینتیگنانت \| ۹ \| \| ۱ \| ۳ \| بیل ووکوویچ \| ۸ \| \| ۱ \| ۴ \| خوزه فریلان گونزالز \| ۶٫۵ \| \| ۲ \| ۵ \| نینو فارینا \| ۶ \| \| منبع:[۱] \| \| \| \| |        |                     |        |
| | جایگاه | راننده              | امتیاز |
| | ۱      | خوان مانوئل فانخیو  | ۱۷     |
| ۵ | ۲      | ماریس ترینتیگنانت   | ۹      |
| ۱ | ۳      | بیل ووکوویچ         | ۸      |
| ۱ | ۴      | خوزه فریلان گونزالز | ۶٫۵    |
| ۲ | ۵      | نینو فارینا         | ۶      |
| منبع: |        |                     |        |

یادداشت
- تنها پنج جایگاه نخست از هر رده‌بندی نمایش داده شده‌است.